# Râul Cernu
Cernu este un râu în România. Izvorăște din Munții Berzunți și este afluent dreapta al Tazlăului, în aval de localitatea Românești. Străbate Depresiunea Tazlău-Cașin, iar in cadrul acesteia localitățile Buda, Cernu, Românești.